# Gørløse Sogn
Gørløse Sogn er et sogn i Hillerød Provsti (Helsingør Stift).
I 1800-tallet var Gørløse Sogn i Lynge-Frederiksborg Herred anneks til Skævinge Sogn i Strø Herred. Begge herreder hørte til Frederiksborg Amt. Skævinge-Gørløse sognekommune blev ved kommunalreformen i 1970 kernen i Skævinge Kommune, der ved strukturreformen i 2007 indgik i Hillerød Kommune.
I Gørløse Sogn ligger Gørløse Kirke.
I sognet findes følgende autoriserede stednavne:
- Borup (bebyggelse)
- Borup By (bebyggelse, ejerlav)
- Borupgård (station)
- Damgård (bebyggelse)
- Dyreholm (bebyggelse)
- Egholm (bebyggelse)
- Gørløse (bebyggelse)
- Gørløse By (bebyggelse, ejerlav)
- Kurreholm (bebyggelse)
- Stokkebro (bebyggelse)
- Vildbjerg (bebyggelse)